# Nuussuaq (bydel)
 For alternative betydninger, se Nuussuaq (flertydig). (Se også artikler, som begynder med Nuussuaq)
Nuussuaq er en bydel i Nuuk, Grønlands hovedstad, Bydelen ligger i den nordlige del af Nuuk, og vest og sydvest for Nuuk Lufthavn.

## Historie
Den første bebyggelse blev opført i bydelen i 1979, og området var fuldt udbygget i slutningen af 1980'erne. Bydelen er nu den største i Nuuk, har størstedelen af lejlighedsbebyggelserne i byen og har et befolkningstal på ca. 6.000. Umiddelbart øst for Nuussuaq ligger bydelen Qinngorput, som er Nuuks nyeste bydel.

## Institutioner
Grønlands Universitet ligger i Nuussuaq og huser også Grønlands Statistik og Det Grønlandske Landsbiblioteks arkiver. Universitet ligger i bydelens nordlige ende, tæt ved vejen til lufthavnen.. I Nuussuaq ligger også byens svømmehal, Malik.

## Transport
Nuup Bussiis rute nr. 2 kører mellem Nuussuaq og Nuuk Bycenter. I myldretiden kører busserne E2 og X2 også mellem bydelen og centrum. Busruterne 1 og 3 kører ad hovedvejen, der afgrænser Nuussuaq i forhold til andre bydele. 